# Нюроп, Эрнестина
Эрнестина Нюроп (дат. Ernestine Nyrop; 1888—1975) — датская художница по текстилю и фрескист, наибольшую известность которой принесло украшение церквей в Дании и Швеции.

## Биография
Эрнестина Нюроп родилась 9 марта 1888 года в Копенгагене в семье архитектора Мартина Нюропа (1849—1921) и Луизы Фредерикки Лауб (1851—1933). Она была воспитана в культурной среде, связанной с народными университетами Грундтвига, включая Асков и Валлекильде. Она посещала Школу искусств и ремёсел для женщин (дат. Tegne- og Kunstindustriskolen for Kvinder), а после брала уроки у Берты Дорф в художественной школе, которой она руководила вместе с мужем. В 1915 году она окончила Датскую королевскую академию изящных искусств, где специализировалась на декоративном искусстве, обучаясь под руководством художника-фрескиста Йоакима Сковгора.
В 1912—1913 годах вместе с другими художниками Нюроп написала несколько настенных фресок, изображающих пейзажи Зеландии в больнице Биспебьерг, построенной по проекту её отца. В 1918 году она работала над витражами в хоре Копенгагенской лютеранской церкви, черпая своё вдохновение в средневековых композициях. В 1920 году Нюроп украсила церковь Святого Андрея большими настенными фресками, изображающими «Трёх царей» (дат. De hellige tre Konger) и «Женщин у гробницы» (дат. Kvinderne ved Graven), также в средневековом стиле.
В качестве художника по текстилю, она часто сотрудничала с Маргретой Дрейер, стремясь к высоким стандартам своей работы. В 1918 году вместе с Дрейер и Марией Элизой Хавнинг (1888—1972) Нюроп провела специальную выставку живописи и декоративно-прикладного искусства, включая вышивку и ткачество. Узоры для алтарных облачений Дрейер и церковных тканей часто создавались Нюроп, зачастую на основе традиционных узоров. Некоторые из этих работ сохранились в соборе Марибо.
Нюроп стремилась возродить интерес к более древним датским образцам вышивки, особенно к вышивке крестом. В 1930 году при поддержке Карлсбергского фонда она опубликовала книгу «Датские швейные и ткацкие узоры I—II» (дат. Danske Mønstre til Syning og Vævning I—II), посвящённую преимущественно образцам вышивки крестом из северной и западной Зеландии и из Амагера. С 1937 по 1959 год Нюроп активно участвовала в деятельности Dansk Paramenthandel, организации, занимающейся обеспечением высоких стандартов качества изделий из тканей, используемых в церквях.
Эрнестина Нюроп провела последние годы своей жизни в Ордрупе, где она умерла 30 июля 1975 года.